# Acordo coletivo de trabalho
O acordo colectivo de trabalho, ou ACT, é um ato jurídico celebrado entre uma entidade sindical laboral e uma ou mais empresas correspondentes, no qual se estabelecem regras na relação trabalhista existente entre ambas as partes.
Diferentemente da convenção colectiva de trabalho, que vale para toda a categoria representada, os efeitos de um Acordo se limitam apenas às empresas acordantes e seus empregados respectivos.

## Objeto da negociação
Por meio do ACT, podem ser negociadas cláusulas de natureza econômica e social, que versam, por exemplo, sobre reajuste de salário, valor do adicional de horas extra, duração da jornada de trabalho e estabilidades temporárias. 
Não é permitida a supressão de direitos garantidos na legislação. 